# Sebiș
Sebiș (em húngaro: Borossebes)  é uma cidade da Romênia com 6.829 habitantes, localizada no distrito de Arad.